# Jacques Bourgeois (musicographe)
Pour les articles homonymes, voir Jacques Bourgeois et Bourgeois.
Jacques Bourgeois est un musicographe français du XXe siècle né le 4 juin 1918 à Londres et mort à Paris 15e le 29 août 1996. 

## Biographie
Durant la Seconde Guerre mondiale, Jacques Bourgeois a participé à la Résistance en tant que chef du Mouvement de résistance des prisonniers de guerre et déportés (MRPGD) - Zone Nord. Il a ainsi travaillé, en 1943,  avec le réseau de François Mitterrand, qui l'a suspecté d'être un agent double à la solde de la Gestapo, avec son ami Albert Médina. Il a même songé à les liquider, mais s'en est abstenu, faute de preuves[réf. nécessaire]. En septembre 1944, après la Libération de Paris, il fut arrêté et interrogé par Edgar Morin et Dionys Mascolo. Mais il fut jugé innocent par Philippe Dechartre. C'est ainsi qu'il a continué sa carrière comme musicographe et critique musical jusqu'à sa mort en 1996. (Source: Mitterrand par Philip Short). 
Il était l'un des participants de la célèbre émission d'Armand Panigel La Tribune des critiques de disques sur France Musique, aux côtés d'Antoine Goléa et de Jean Roy notamment. Il fut aussi Directeur Artistique des Chorégies d'Orange. Producteur de l'émission Jeunes Chanteurs de demain sur France Musique.

## Œuvres
- Richard Wagner, Paris, Éditions D'aujourd'hui, 1976.
- Giuseppe Verdi, Paris, Julliard, 1978.
- L'Opéra : des origines à demain, Paris, Julliard, 1982.